# Reflection -axiom of the two wings-
『Reflection -axiom of the two wings-』（リフレクション・アクスィオム・オブ・ザ・ツー・ウィングス）は浜田麻里6枚目のベスト・アルバム。2008年7月23日に徳間ジャパン/meldacから発売された。

## 解説
歌手活動25周年記念のベスト・アルバム。
「Disc / Wing I」は、配信楽曲「Eagle」のアルバムバージョンを含む新曲4曲を中心に収録したハードロック盤。
ハードロック盤の新曲は、これまで彼女を支えてきた歴代のギタリストがそれぞれ1曲ずつ演奏に参加。特に、1曲目の「Fantasia」では松本孝弘の参加が話題となった。
また、2曲目「Revolution in Reverse」では、彼女が自身の曲で最高音となるhihiD♯(E♭6)を出している。
「Disc / Wing II」は、既発曲のリメイクバージョンと新曲を収録したアカペラ盤。
アカペラ盤については、彼女の声のみで全ての音を作り上げ、喉を痛めてもレコーディングを続けた。
ITunes Storeでは、『Reflection -axiom of the two wings-EP』のタイトルで、「Fantasia」「Revolution in Reverse」「Promised Land」「Soleil」の4曲のみ配信。

## 収録曲
作詞・作曲：浜田麻里（特記以外） +新曲 *新録音

### Disc / Wing I
1. Fantasia +
  - 作曲：岸井将
2. Revolution in Reverse +
  - 作曲：増田隆宣
3. Spiral Galaxy +
  - 作曲：浜田麻里・大槻啓之
4. Eagle （hard rock mix）*
  - 作曲：浜田麻里・大槻啓之
5. Don't Change Your Mind
  - 作詞・作曲：樋口宗孝プロジェクトチーム
6. Back to Cypher
  - 作曲：大槻啓之
7. NOAH
  - 作詞・作曲：樋口宗孝プロジェクトチーム
8. Fearless Night
  - 作曲：片山圭司
9. TIME AGAIN
  - 作曲：増田隆宣
10. FREE WAY
11. Love Trial
  - 作曲：松沢浩明
12. Starting Over
  - 作曲：大槻啓之
13. IN YOUR EYES
  - 作曲：Micheal Landau・Tom Keane
14. Only In My Dreams
  - 作曲：大槻啓之
15. Come And Go
  - 作曲：山田信夫
16. Stone-cold

### Disc / Wing II
1. Prologue -World Soul +
2. Mayoi-boshi *
3. Parallel Life -Prelude to “Ever After” +
4. Ever After *
5. Interlude 1 -Reflections- +
6. In The Precious Age
  - 作詞・作曲：Pat Dreamer・Robin Lerner・Tom Harriman
  - 日本語詞：浜田麻里
  - 『Sincerely』再録音盤収録。
7. Promised Land
  - 作曲：藤井陽一・浜田麻里
  - 『INCLINATION II』再録音盤収録。
8. Soleil *
  - 作曲：大槻啓之
9. Interlude 2 -Watercolor- +
10. Return to Myself *
  - 作曲：大槻啓之
11. Rainbow Dream
12. Amaranth
13. Epilogue -In Four Elements- +

## レコーディング参加
国内
- Guitars	
  - 松本孝弘（B'z）
  - 増崎孝司（DIMENSION）
  - 大槻啓之
  - 北島健二（FENCE OF DEFENSE）
  - 土方隆行
- Bass	
  - 寺沢功一
  - 鳴瀬喜博
  - 渡辺直樹
  - 六川正彦
  - 長沢ヒロ
- Keyboards	
  - 増田隆宣
  - 河野陽吾
  - 小島良喜
  - 中島優貴
- Drums
  - 高橋ロジャー和久
  - 樋口宗孝（LOUDNESS）
  - 岡本郭男
  - 長谷部徹

海外
- Guitars	
  - Michael Landau
- Bass	
  - Matt Bissonette
  - John Pierce
- Keyboards	
  - Tom Keane
  - Randy Kerber
- Piano	
  - Jeff Babko
- Drums	
  - Gregg Bissonette
  - John Keane
- Chorus 	
  - Jason Scheff

## 参考
・Realsound (【浜田麻里 40周年インタビュー】第5弾：メモリアルな武道館公演で実感した大きな節目　重厚なメタルで表現した確固たる意志や、『LOUD PARK』出演も振り返る)　https://realsound.jp/2023/04/post-1302946.html